# Куле
Куле (пиргови, ступови) су грађевине које су коришћене у тврђавама да би ојачале бедеме и појачале одбрамбену способност утврде. Да би непријатељ који напада град могао бити тучен, не само са предње стране, већ и са бока, бедем је појачан испадима - кулама. Растојање између кула није смело бити веће од домета стрела или разних справа за бацање камења. Биле су камене док им је унутрашњост скоро увек била дрвена. На врху куле се налазио плато који је био окружен зупцима иза којих су се заклањали стрелци. Због своје чврсте конструкције на неке од њих се могло сместити и оруђе (балиста, мангонел) за борбу. Подножје кула обично је било ојачано косином у поље да би се ојачало против проваљивања, а и да би се омогућило да камење које се са куле баца на нападаче, одскаче водоравно и наноси им што веће губитке.

## Врсте кула

### Квадратне тростране куле
Квадратне тростране куле су имале квадратну основу и три камене стране док четврту окренуту ка унутрашњости нису имали. У српским средњовековним утврђеним градовима најзаступљеније су управо биле квадратне куле. Биле су подељене на спратове дрвеним међуспратним конструкцијама о чему и данас сведоче остаци дрвених греда на правилним размацима са унутрашње стране кула.
На неким средњовековним приказима Београда виде се четворосливни кровови на кулама. Међутим, ни један није сачуван до данас. Верује се да су ови кровови, који су у миру служили да заштите посаду од временских неприлика, у рату могли бити демонтирани како би се смањила опасност од пожара и како би се створио простор на горњој платформи за постављање ратних направа за бацање камења.
Да би се непријатељ који дође под саму кулу или бедем могао тући, израђени су заклони избачени на конзоле по кулама и зидовима. Ови закони су првобитно били израђени од дрвета, а затим и од камена. У почетку су били појединачни, а касније се граде дуж читаве горње ивице бедема и кула. Ови заклони, који су се називали "машикуле" имали су отворе у поду кроз које се на нападаче могло бацати камење и сипати врело уље и смола. На остацима наших средњовековних градова не могу се видети ови заклони било зато што су срушени, било зато што нису ни грађени.

### Квадратне четворостране куле
Квадратне четворостране куле су имале квадратну основу и све четири камене стране. У њих се улазило кроз врата која су обично смештена у приземљу, али су се често налазила на вишим спратовима и прилазило им се преко бедема или степеница. Оваква врста кула је доста ретка код нас.

### Топовске куле
Топовске куле су биле много ниже, јаче и шире и имале су шестострану или осмострану основу, а служиле су као платформа за артиљеријска оруђа. Код нас су се појавиле са најездом Турака.
Са развојем артиљерије престаје потреба да се топови постављају на највише делове утврђења како би се повећао њихов домет. Нови топови могли су да досегну жељене циљеве и директном „водоравном“ ватром. Због тога су нове топовске куле ниже како би представљале мању мету за противника. Полигоналног су облика да би се противничка ђулад лакше одбијала и да би се топови могли уперити на све стране.
У Србији постоји неколико очуваних примера топовских кула од који је свакако најпознатија кула Небојша. Поред ње, ту су такође и три топовске куле у Смедеревској тврђави које су Турци подигли на сва три угла града, само 20 година након његовог освајања, као и турска топовска кула на дунавској обали, са западне стране града Голупца.

### Породичне куле
Породичне куле су биле прво дрвене, а затим и камене грађевине које су постале од кућа подешених за одбрану. У њима је становао феудални сопственик земље са породицом. На западу се за овакву врсту куле одомаћио француски, тј. нормански израз „донжон“ (donjon; види: донжон кула). Овакве куле имале су врата не у приземљу већ на спрату. До њих се долазило или дрвеним степеницама или мостом пребаченим са оближњег зида који се могао лако склонити у случају опасности. У највећем броју случајева ове куле су грађене на извору воде или су имале цистерну у којој се сакупљала кишница што им је омогућавало да издрже дуготрајну опсаду.
Овакав облик породичних кула задржао се и у 20. веку у неким деловима Југославије, најчешће у крајевима са муслиманским живљем као што су Плав, Рожаје, Мркоњићград, Тиквеш и др.

### Облакодер
Модерна врста кула, облакодер, користи мање простора на тлу (габарит) у односу на простор унутар грађевине. Облакодери се често не сврставају у куле, иако морају имати облик и конструкцију кула. У Уједињеном Краљевству, високе стамбене зграде називају стамбене куле, а у САД, облакодери Светског трговинског центра имали су надимак "Twin Towers" (Куле близанци).

## Познате Куле
- Кула Небојша на Калемегдану
- Кула Јакшића на Калемегдану
- Кула Ненадовића у Ваљево
- Кула Галата у Пери, једној од Цариградских четврти
- Бела Кула у Солуну
- Таувер у Лондону
- Барутна Кула у Риги